# Venerabile confraternita di Misericordia di Colle di Val d'Elsa
La Venerabile Confraternita di Misericordia di Colle di Val d'Elsa è un'associazione di confratelli volontari, secondo la legge italiana, e un'associazione di fedeli laici della Chiesa, secondo il Diritto canonico, avente "per scopo la costante affermazione della carità e della fraternità cristiana attraverso la testimonianza delle opere in soccorso dei singoli e della collettività contribuendo alla formazione delle coscienze secondo l'insegnamento del Vangelo e della Chiesa Apostolica Romana".

## Storia
Nel seicento, a seguito delle carestie, delle calamità naturali e della peste che flagellavano tutta l'Italia e non solo, sorsero o si svilupparono un po' dovunque Compagnie e Confraternite che si occupavano di dare assistenza a bisognosi e ammalati. A Colle di Val d'Elsa, in quel periodo, erano attive già da tempo la Compagnia di Sant'Agostino, la Fraternità di San Jacopo, la Compagnia della Croce, la Centuria del Sacro Chiodo, la Compagnia di S. Lucia, la Centuria laica di S. Alberto e la Compagnia della Morte.
La Compagnia di Santa Lucia venerabile e misericordiosa, era composta da artigiani dei più svariati settori, che si erano consociati per assistere ed accudire gli infermi ed i bisognosi e che nel 1635 si erano dotati di uno Statuto. Il 13 dicembre di ogni anno veniva poi festeggiata la patrona Santa Lucia.
La “Compagnia della morte”, nel 1650 a seguito dell'approvazione degli Statuti, fu trasformata, per volere del Vescovo Buonaccorsi in Compagnia della Misericordia che modificò gli statuti nel 1659 anche a seguito della concessione degli spazi per la nuova sede della Compagnia, ubicata sotto il Duomo dove si trovava un vecchio cimitero.
A seguito delle calamità che imperversavano, la popolazione cittadina, che contava allora circa 4.200 abitanti, si era ridotta notevolmente e sempre più gravosi erano diventati i compiti di queste compagnie.
Nel 1663 la Centuria di Sant’Alberto si fece promotrice presso il vescovo della unificazione delle tre Compagnie in un unico organismo che non snaturasse principi e scopi delle Compagnie esistenti. Per iniziativa del prefetto della Confraternita della Misericordia, Silvestro Ceramelli, una volta ottenuti i pareri favorevoli degli amministratori cittadini e del Vescovo, le tre Compagnie si accorparono alla Confraternita della Misericordia che poteva disporre di maggiori entrate e che già disponeva di un Ospizio e di una sede assegnata, l'Oratorio di Gesù Giuseppe e Maria, che fu ultimato con la collaborazione delle altre Compagnie.
Le Compagnie furono soppresse con decreto di Pietro Leopoldo di Lorena il 21 marzo 1785, ad eccezione di quella di Firenze (di cui facevano parte nobili e cittadini illustri che il granduca non voleva inimicarsi), nell'ambito di una più ampia riforma che interessava tutti i campi amministrativi per passare da una gestione medievale, ereditata dai Medici, ad una più moderna. I servizi svolti dalle Misericordie passarono quindi alle Compagnie di Carità.
Dopo la partenza di Pietro Leopoldo, che lasciò il Granducato al secondo figlio Ferdinando il 22 febbraio 1791 per diventare Imperatore d'Austria alla morte del fratello Giuseppe II, e in seguito al malcontento dovuto alla soppressione delle Misericordie, causato dall'insufficienza del servizio svolto dalle Compagnie di Carità, le Misericordie furono ripristinate.
Anche a Colle di Val d'Elsa, nell'aprile 1792, la Compagnia di Misericordia fu autorizzata dal Vescovo Niccolò Sciarelli a ricostituirsi e a riprendere possesso, il 13 dicembre 1792 dell'Oratorio.
La Misericordia si dava quindi un nuovo statuto affidandosi alla protezione di S. Alberto, Santa Lucia e San Rocco.
Nel 1837 la Confraternita di Misericordia fu eretta in Ente Morale.
Dopo l'unità d'Italia le autorità non vedevano di buon occhio le Misericordie e il Comune di Colle di Val d'Elsa multò più volte la Misericordia colligiana per avere trasportato i defunti fuori dagli orari previsti e, come fece la Prefettura, pretese dei rendiconti periodici sull'attività svolta e, soprattutto, sulle entrate e sulle uscite dell'istituzione.
La Legge del 3 agosto 1862, che considerava le Misericordie alla stregua di Opere Pie, obbligò le Misericordie a presentare un bilancio annuale e a rivedere gli statuti secondo i nuovi dettami.
La Misericordia di Colle di Val d'Elsa, tra il 1881 ed il 1887 si dotò quindi di nuove norme. Il nuovo statuto fu approvato da re Umberto I il 24 giugno 1886. Il 4 aprile 1887 la Deputazione Provinciale di Siena approvò invece il “Regolamento Disciplinare”.
Nel 1927 grazie ad una eredità la Misericordia colligiana acquistò il palazzo di Via del Campana dalla Congregazione per la Propagazione della Fede di Roma e fu acquistata la prima ambulanza a motore, oltre ad un appezzamento di terreno in località Le Grazie da adibire a proprio cimitero, che andava quindi ad aggiungersi ai due cimiteri comunali già esistenti.
Sempre nel 1927 la Compagnia di Vallebuona, Compagnia di Carità che aveva la sede presso la Cappellina di Vallebuona, chiese ed ottenne di fondersi alla Confraternita.
La Legge 382 del 1975, che tra l'altro prevedeva la soppressione degli enti inutili, pose la scure anche sulle Misericordie, considerate Istituzioni pubbliche di assistenza e beneficenza da accorpare ai Comuni di appartenenza. La Confederazione nazionale delle Misericordie riuscì comunque a far inserire nel D.P.R. 616 del 1977 che attribuiva ai Comuni i servizi Sociali ed assistenziali, una clausola secondo cui le norme non potevano applicarsi alle associazioni del Volontariato.
Attualmente la Confraternita di Misericordia di Colle di Val d'Elsa, che opera secondo il nuovo statuto del 23 settembre 1993, conta oltre 2.000 soci

## Organi statutari
La Confraternita è governata da un “Magistrato””, composto dal “Governatore” e dai Consiglieri; Altri organi, oltre all'Assemblea, sono il “Collegio dei Probiviri” e il “Collegio dei Sindaci Revisori”.
L'attuale Governatore della Misericordia è il Dott. Luciano Cavicchioli.
Governatori precedenti:
Cav. Francesco Pedani

## L'abbigliamento
Per officiare determinate funzioni e svolgere il servizio di trasporto funebre i confratelli erano soliti indossare una cappa, una tunica nera lunga fino ai piedi, con la “buffa”, un cappuccio a punta, dello stesso colore, con due fori per gli occhi. Questo tipo di abbigliamento è stato utilizzato fino all'inizio del XX secolo.

## I servizi
Al suo interno è attivo il Gruppo Donatori di Sangue “FRATRES” che fa capo alle Misericordie d'Italia. La Confraternita ha poi attivato il servizio di Protezione Civile e svolge il servizio di Onoranze funebri, con la gestione di un proprio cimitero e gestisce un poliambulatorio.

## La sede
La sede storica, i cui lavori iniziarono nel 1661, è stata per 270 anni l'Oratorio di Gesù, Giuseppe e Maria Nel 1927, fu spostata in un palazzo a ridosso del Ponte e del Palazzo Campana.
Attualmente dispone di una nuova sede in località Le Grazie, la cui edificazione si è resa necessaria per la gestione dei sempre più vasti servizi svolti dalla Confraternita.